# 长板宽柱海笋
长板宽柱海笋（学名：Penitella kamakurensis），是海螂目鸥蛤科Penitella属的一种。主要分布于韩国、中国大陆、台湾，常栖息在潮间带下区。